# Myrmecosphecia lemoulti
Myrmecosphecia lemoulti är en fjärilsart som beskrevs av Le Cerf 1917. Myrmecosphecia lemoulti ingår i släktet Myrmecosphecia och familjen glasvingar. Inga underarter finns listade i Catalogue of Life.